# Louis Pic de la Mirandole
Louis Pic de la Mirandole, en italien, Luigi Pico della Mirandola est un noble italien établi en France, choisi pour succéder à César des Bourguignons comme évêque de Limoges, en 1568, il a dû résigner pour être nommé abbé commendataire l'abbaye Saint-Mesmin de Micy, avant d'abandonner l'état ecclésiastique, né en 1526, et mort à Reggio d'Émilie le 25 juillet 1581.

## Biographie
Louis Pic de la Mirandole, est le fils de Galéas II Pic de la Mirandole, seigneur puis comte de Mirandola, fils de Ludovic I Pico et de Francesca Trivulzio, condottiere italien qui s'est mis au service de François Ier en 1534 après avoir tué en 1533 son oncle, Giovanni Francesco II Pic de la Mirandole (1469-1533), mort à Paris le 20 novembre 1550, et d'Ippolita Gonzaga (morte en 1571), fille de Ludovico Ier Gonzaga, comte de Sabbioneta, et de Francesca Fieschi, fille de Gianluigi Fieschi (1441-1510), comte de Lavagna, seigneur de Savignone. 
Après avoir rallié François Ier, il avait envoyé en France sa femme et ses enfants, Ludovic de la Mirandole (1527-1568), comte de Mirandola et de Concordia, Hippolyte Pic de la Mirandole (1540-tué à la bataille de Jarnac, en 1569), Sylvie Pic de la Mirandole (1530-1554), mariée en 1552 avec François III de La Rochefoucauld (1521-1572), comte de La Rochefoucauld et Fulvie Pic de la Mirandole (1533-1607), mariée en 1555 avec Charles de La Rochefoucauld (1523-1562), comte de Randan, Livia Pic de la Mirandole (1536-1589), mariée avec le comte Luigi Rondinelli, comte palatin du Saint-Empire et comte de Valenzano. Galeotto II Pic de la Mirandole s'est ensuite installé dans la seigneurie de Bouteville.
En 1558, l'évêque César des Bourguignons, Cesare Borgognoni en italien et en latin Bourguognibus, décide de démissionner du siège épiscopal de Limoges au profit de Louis Pic de la Mirandole qui est peut-être son parent car il est parfois appelé Bourgognoni de Miranda. Ce dernier n'obtient pas, pour des raisons inconnues, la nomination du Saint-Siège pour cette transaction et l'évêché de Limoges est alors attribué à Sébastien de L'Aubespine en 1558,,,.
D'après M. de Thou, Louis Pic de la Mirandole a quitté l'état ecclésiastique après avoir été transféré en 1558 à l'abbaye Saint-Mesmin de Micy, dont il devint l'abbé commendataire à la place de Sébastien de L'Aubespine.
Le 30 août 1561, il a trouvé un accord avec ses frères, Ludovic II Pico et Hppolyte, pour le partage de l'héritage de son père, qui l'avait expulsé du testament dressé en 1550 à Paris, en obtenant la part légitime égale à la douzième partie (20 000 écus d'or).
Après la mort de son frère Ludovico II , âgé de 41 ans, le 18 décembre 1568, Louis est nommé avec son autre frère Hippolyte Pic de la Mirandole et sa belle-sœur Fulvia da Correggio (1543-1590) comte régent de Mirandola et Concordia et tuteur de Galeotto III Pic de la Mirandole alors âgé de 4 ans. En 1569, il a fait ériger un somptueux monument en marbre dans l'église San Francesco de Mirandola pour garder le cœur de son frère Hoppolyte, tué par les huguenots lors de la bataille de Jarnac. Immédiatement après, il a déclaré invalide la renonciation à l'héritage faite en 1561, a réclamé également la part légitime de son frère Hippolyte, exigeant ainsi la somme totale de 50 000 écus d'or. Dans cette période, les relations avec sa belle-sœut, ont été difficiles car elle soupçonne son beau-frère de discuter avec le duc de Ferrare pour lui permettre de s'emparer de Mirandola. De retour de France, après la mort de Charles IX, en 1574, Fulvia da Correggio a fait fermer les portes de Mirandola pour l'empêcher d'entrer dans la ville de Mirandola. 
Il s'est établi à Reggio d'Émilie où il est mort.

## Famille
- Louis Pic de la Mirandole s'est marié avec Eleonora, fille du comte Alfonso Villa de Ferrare, avec qui il n'a eu une fille :
  - Luisa Pic de la Mirandole, mariée à Gianfrancesco Gonzaga (mort en 1630), comte de Castagnola, dont elle a eu quatre enfants.